# Книвста
Книвста (на шведски: Knivsta) е град в източна централна Швеция, лен Упсала. Главен административен център на едноименната община Книвста. Намира се на 73 km на север от столицата Стокхолм и на 23 km на югоизток от Упсала. Има жп гара. Населението на града е 7081 жители според данни от преброяването през 2010 г.